# دخول الفيروس
دخول الفيروس هي المرحلة الأولى في دورة حياة الفيروس، ذلك أن الفيروس يدخل في تماس مع الخلية المضيفة واٍدخال مواده فيها. المراحل الأساسية لدخول الفيروس مبينة في الشكل. على الرغم من اٍختلافات المراحل بين الفيروسات ’ لكن عموما تبقى متشابهة. مع وجود خصوصيات مميزة.

## تقليل التقارب الخلوي

### نظرة عامة
قبل الدخول، يجب أن يرتبط الفيروس بخلية مضيفة. ويتحقق ذلك عندما ترتبط بروتينات خاصة على قفيصة الفيروس أو على الغلاف الفيروسي ببروتينات على سطح الخلية المستهدفة  تسمى المستقبلات. يجب بعدها أن يدخل الفيروس إلى الخلية المغطاة بطبقة ثنائية من الفوسفوليبيد، تشكل هذه الطبقة الحاجز الطبيعي بين الخلية والعالم الخارجي. تعتمد عملية اختراق هذا الحاجز على الفيروس. أنواع الدخول:
1. الالتحام الغشائي أو حالة الالتحام النصفي: يُثقب غشاء الخلية ويلتحم الغلاف الفيروسي المتكشِف به.
2. الالتقام (البلعمة): تُدخِل الخلية المضيفة الجسيم الفيروسي بآلية البلعمة، أي أنها تبتلع الفيروس  كما تبتلع جزيئات الغذاء.
3. الاختراق الفيروسي: يُحقن جينوم الفيروس أو قفيصة الفيروس بما تحتويه في هيولى الخلية المضيفة.

يمكن تصوير عملية دخول الفيروس وحدوث العدوى في الزمن الحقيقي باستخدام البروتينات الفلورية الخضراء. بعد دخول الفيروس إلى الخلية، لا يبدأ التضاعف الفيروسي على الفور بل يستغرق بعض الوقت (ثوانٍ إلى ساعات).

### الدخول بآلية الالتحام الغشائي
النمط الأكثر شهرة للدخول الفيروسي هو الالتحام الغشائي. في الفيروسات المغلفة، ترتبط المستقبلات الفيروسية بالمستقبلات على سطح الخلية، توجد أحيانًا مستقبلات ثانوية تبدأ ثَقب الغشاء أو الالتحام مع غشاء الخلية المضيفة. بعد ارتباط الفيروس بالخلية، يندمج الغلاف الفيروسي مع غشاء الخلية، ما يؤدي إلى إفراغ الفيروس العاري في الخلية. «يلتحم» غلاف الفيروس مع غشاء الخلية المضيفة، ويطلق محتوياته في الخلية. لا تجري هذه العملية إلا في الفيروسات المغلفة (من الأمثلة على هذه الفيروسات فيروس نقص المناعة البشرية، وفيروس الحلأ البسيط، وفيروس الحلأ المرتبط بساركوما كابوزي).

### الدخول الفيروسي بآلية الالتقام
تدخل الفيروسات غير المغلفة إلى الخلية بواسطة الالتقام (البلعمة). تبتلع الخلية المضيفة الفيروس عبر الغشاء الخلوي. يخدع الفيروس الخلية، فتعتقد أن الفيروس الذي يطرق بابها ما هو إلا غذاء أو منتج غير مؤذٍ. تستمد الخلية الموارد من محيطها بشكل طبيعي عن طريق ربط المنتجات بمستقبلات على سطحها وإدخالها في الخلية، وعلى هذا النحو تبتلع الفيروس. بمجرد دخول الخلية، يجب أن يحطم الفيروس الحويصل الذي أحاط به في أثناء البلعمة للوصول إلى الهيولى. من الأمثلة على هذه الفيروسات فيروس شلل الأطفال وفيروس التهاب الكبد الوبائي سي وفيروس الحمى القلاعية.
تدخل الكثير من الفيروسات المغلفة بآلية الالتقام. يضمن الدخول عبر الجسيم البلعمي (الحويصل) درجة حموضة منخفضة والتعرض لتأثير البروتياز اللازم لكشف القفيصة الفيروسية وإطلاق المادة الوراثية منها. تنقل الجسيمات البلعمية الفيروس عبر الخلية وتضمن عدم ترك أي أثر للفيروس على سطحها، إذ يمكن أن تكون تلك الآثار ركيزة للتعرف المناعي.

### الدخول عن طريق حقن المورثات
النمط الثالث والأكثر خصوصية، هو ببساطة الارتباط بسطح الخلية عبر مستقبلات الخلية، وحقن الجينوم الخاص بالفيروس داخل الخلية، تبقى مكونات الفيروس الأخرى على السطح. تقتصر هذه الآلية على الفيروسات التي يكفي وجود مورثاتها داخل الخلية لإحداث الإصابة (معظم فيروسات الرنا وحيدة السلسلة موجبة الاتجاه التي يمكن أن تترجم إلى بروتينات على نحو مباشر) وتقتصر أيضًا على الفيروسات التي تتبع بالفعل هذا السلوك. المثال الذي درس على النحو الأفضل هو العاثيات الجرثومية؛ فمثلًا، حين تحط ألياف ذيل العاثية  T2على سطح خلية، يخترق غمد العاثية المركزي غشاء الخلية ويحقن دنا العاثية من قفيصة الرأس مباشرة إلى الخلية.

## عقب الدخول
يُنشّط الفيروس بعد دخول الخلية تكوين البروتينات (بنفسه أو باستخدام المضيف) ليحقق السيطرة التامة على الخلية المضيفة، إذا استطاع ذلك. وتشمل آليات السيطرة كبح دفاعات الخلية الداخلية وكبح  الإشارات الخلوية وكبح النسخ والتعبير المورثي في الخلية. تؤدي هذه الأفعال إلى تأثيرات سامة للخلية تكون غالبًا السبب في موت الخلية أو ضعفها.
تصنف الخلية على أنها قابلة للإصابة بالفيروس إذا كان الفيروس قادرًا على دخول الخلية. بعد دخول الجسيم الفيروسي، تُفرد محتوياته (البروتينات الفيروسية في لحافة الفيروس والجينوم الفيروسي عبر شكل من أشكال الحمض النووي) استعدادًا للمرحلة التالية من العدوى: التضاعف الفيروسي.